# Armando Umberto Gianni
Armando Umberto Gianni OFMCap] (Gragnola, província de Massa-Carrara, Itália, 23 de setembro de 1939) é um clérigo religioso italiano e bispo católico romano emérito de Bouar.
Armando Umberto Gianni ingressou na ordem religiosa capuchinha e recebeu o sacramento da ordenação em 21 de setembro de 1963.
Em 27 de fevereiro de 1978, o Papa Paulo VI o nomeou o primeiro bispo da diocese de Bouar, instituída na mesma data. O Arcebispo de Bangui, Joachim N'Dayen, ordenou-o bispo em 19 de novembro do mesmo ano; Os co-consagradores foram o Bispo de Berbérati, Alphonse-Célestin-Basile Baud OFMCap, e o Bispo Emérito de Moundou, Samuel Gaumain OFMCap.
Em 2 de dezembro de 2017, o Papa Francisco aceitou sua renúncia por idade.